# Стрелецко-Высельское сельское поселение
Стрелецко-Высельское сельское поселение — муниципальное образование в Михайловском районе Рязанской области. Административный центр — село Стрелецкие Выселки.

## История
Границы сельского поселения определяются законом Рязанской области от 07.10.2004 N 86-ОЗ.

## Население
| 2010  | 2012  | 2013  | 2014  | 2015  | 2016  | 2017  |
| ----- | ----- | ----- | ----- | ----- | ----- | ----- |
| 1372  | ↗1413 | ↗1437 | ↗1497 | ↗1504 | ↗1510 | ↗1519 |
| 2018  | 2019  | 2020  | 2021  |       |       |       |
| ↘1491 | ↘1474 | ↗1489 | ↘1351 |       |       |       |

## Состав сельского поселения
| № | Населённый пункт   | Тип населённого пункта       | Население |
| - | ------------------ | ---------------------------- | --------- |
| 1 | Королевка          | посёлок                      | 101       |
| 2 | Маково             | село                         | ↘101      |
| 3 | Маковские Выселки  | деревня                      | ↗17       |
| 4 | Наталинка          | деревня                      | ↘2        |
| 5 | Некрасово          | посёлок                      | ↗435      |
| 6 | Стрелецкие Выселки | село, административный центр | ↗716      |

### Исчезнувшие населённые пункты
Старые Свечи — село, упразднено в 1992 году.